# Sonja Frey
Sonja Frey (* 22. April 1993 in Wien) ist eine ehemalige österreichische Handballspielerin.

## Karriere
Sonja Frey spielte von 2001 bis 2003 bei WAT Fünfhaus und anschließend bei MGA Fivers. Ab 2012 stand die 1,69 Meter große Linksaußen, die auch im Rückraum eingesetzt werden kann, beim deutschen Bundesligisten Thüringer HC unter Vertrag, mit dem sie 2013, 2014, 2015 und 2016 die deutsche Meisterschaft sowie 2013 den DHB-Pokal gewann. In der Saison 2016/17 stand sie beim französischen Erstligisten Cercle Dijon Bourgogne unter Vertrag. Im Sommer 2017 wechselte sie zum Ligakonkurrenten Issy Paris Hand, der sich ein Jahr später in Paris 92 umbenannte. Ab der Saison 2019/20 lief sie für den dänischen Erstligisten Team Esbjerg auf. Mit Esbjerg gewann sie 2020 die dänische Meisterschaft. Im Sommer 2021 wechselte Frey zum Ligakonkurrenten Herning-Ikast Håndbold. Zur Saison 2022/23 kehrte sie zum Thüringer HC zurück. Im Sommer 2024 wechselte sie zum österreichischen Erstligisten Hypo Niederösterreich. Mit Hypo Niederösterreich gewann sie 2025 sowohl die österreichische Meisterschaft als auch den ÖHB-Cup. Nach der Saison 2024/25 beendete sie ihre aktive Karriere.
Frey gehörte zum Kader der österreichischen Nationalmannschaft, für die sie bereits als 16-Jährige an der Weltmeisterschaft 2009 in China teilnahm. 2011 wurde sie mit der österreichischen U-19-Nationalmannschaft Dritte bei der Weltmeisterschaft in den Niederlanden, Frey war mit 63 Treffern die zweitbeste Torschützin des Turniers. Mit Österreich nahm sie an der Weltmeisterschaft 2023 teil und schloss das Turnier auf dem 19. Platz ab. Frey erzielte im Turnierverlauf 13 Treffer.